# Zimbern

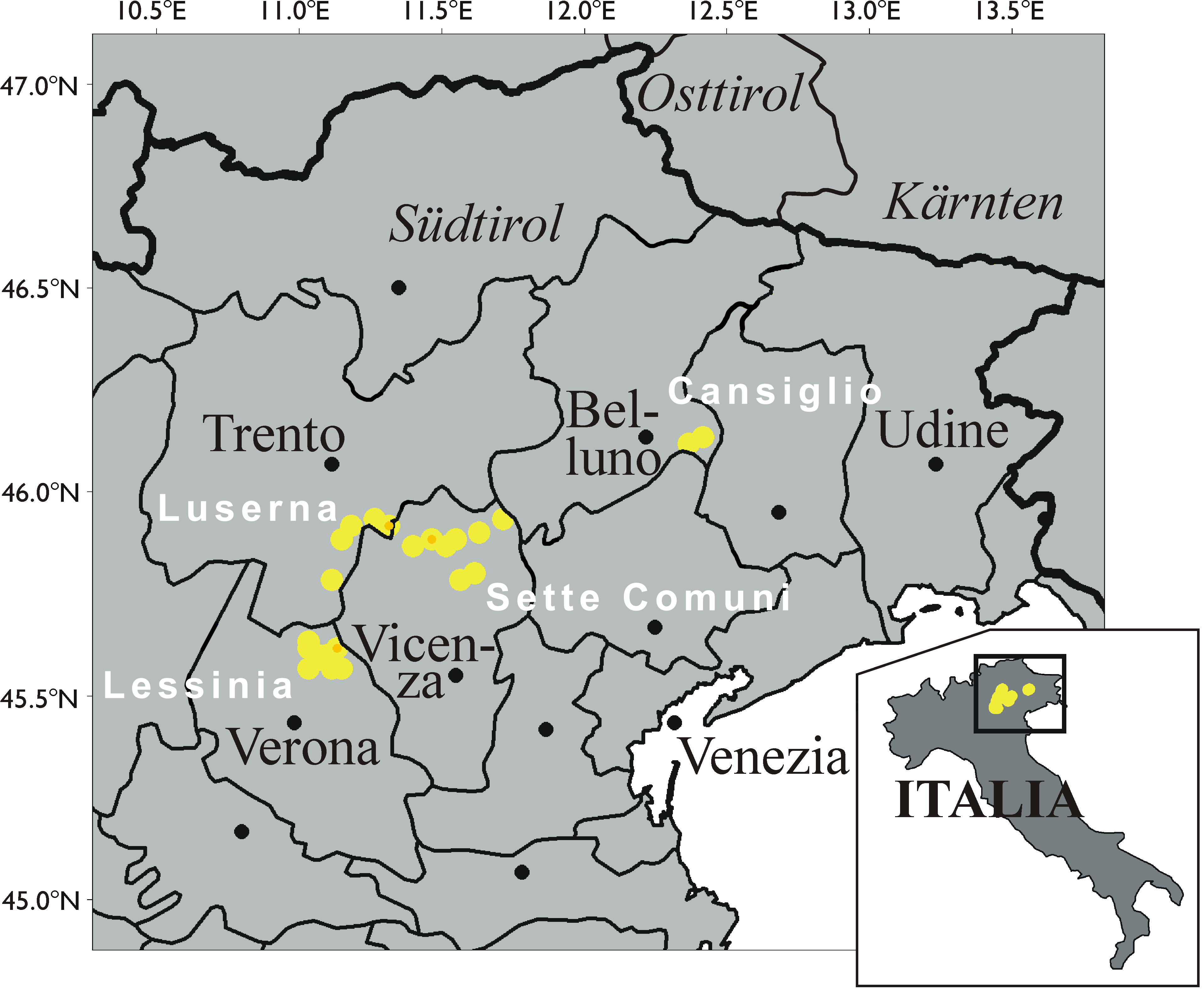
Zimbern in Noord-Italië.

Zimbern is het woord voor een Duitssprekende minderheid in Noord-Italië. Hun taal gaat terug op oud-Beiers en geeft daarmee de plaats van herkomst aan van de verre voorouders, die in de 12e eeuw door de bisschop van Verona werden uitgenodigd om zich op de hooggelegen bergweiden in zijn bisdom te vestigen. 
De naam is een romantische verwijzing naar de uit Jutland afkomstige Germaanse stammen van de Cimbren en de Teutonen die in de 2e eeuw v. Chr. een rooftocht door Europa begonnen en Rome bedreigden maar, na verslagen te zijn, zich zouden hebben teruggetrokken in de Alpen. Andere verklaringen verwijzen naar de Langobarden die Italië in de 6e eeuw bezetten. De meest voor de hand liggende verklaring is echter die van 'zimberer' ofwel timmerlieden, het beroep dat de bevolking naast marginale landbouw en veeteelt uitoefende. De Oudduitse taalvariant werd in later eeuwen gehandhaafd mede omdat zij van nut was bij de seizoenarbeid van de bevolking als bouwvakarbeiders in Oostenrijk en Beieren.   
De instelling van Italiaans onderwijs in de 19e eeuw deed het gebruik van Zimbrisch verminderen. De voorgeschreven italianisering onder het Mussolini-regime versterkte dat en na de Tweede Wereldoorlog werd het plattelandsgemeenschapsleven gemarginaliseerd door de mechanisatie en grootschalige herindeling. Een groot deel van de bevolking vertrok naar de steden, met name ook het nabijgelegen Vicenza en Trento. Het hieronder beschreven taalgebied is nog maar een klein restant. Woonden rond 1860 nog meer dan tienduizend sprekers van deze taal in dit gebied, rond 2010 zijn er amper duizend van over.
De groep leefde oorspronkelijk in:
- de zogenaamde Sieben Gemeinden, Italiaans:Sette Comuni, Zimbrisch: Hoga Ebene bon Siben Komoine ofwel hoogvlakte van de zeven communes: Asiago-Schlägen, Gallio-Gelle, Roana-Rain, Foza-Fütze, Enego-Jeneve, Rotzo-Ross, Lusiana-Lusian, Valle dei Rochi-Reuttal.

Heden ten dage wordt de oude taal nog gesproken door inwoners van Roana (Robaan) en dan in het bijzonder het gehucht Mezzaselva (Mittenwald).
- in de Dreizehn Gemeinden of Tredici Comuni in de regio Veneto waar de oude taal al veel langer is verdwenen. Deze streek wordt nog steeds Lessinia genoemd: het is de naam van het plateau in de Voor-Alpen. Het waren de bisschoppen van Verona die eind 13e eeuw - eind 14e eeuw migranten uit Zuid-Beieren toelieten in de streek van Verona. Zij kregen 13 dorpen toegewezen. De laatste bisschop die Zimbern toeliet was Petrus II della Scala (14e eeuw). Gedichten in het Zimbrisch werden nog opgesteld tot in de 18e eeuw, door Domenico Catazzo, in de laatste jaren van de republiek Venetië.
- bij Ljetzan (Giazza) en
- bij Lusern (Luserna in Trentino-Südtirol), waar de oude taal profiteert van de tweetalige wetgeving en onderwijsinrichting van de autonome regio Trentino-Zuid-Tirol en nog door alle generaties gesproken wordt.